# مسجد التقوى (تايوان)
مسجد التقوى (بالصينية: 大園清真寺 ) هو مسجد في بلدة دايوان في مقاطعة تاويوان في تايوان، يعد المسجد هو المسجد السابع والأخير الذي بني في تايوان.

## التاريخ
بدأت تطوير المسجد من زوجين اندونيسية وتايواني والذان يملكان متجر اندونيسي يتفرع في جميع أنحاء المنطقة، حيث ان معظم العمال الاندونيسيين يعملون في المصانع أو المنازل، تم شراء أرض فارغة بجانب المتجر لبناء مسجد، ومع مساعدة في التمويل والإقراض من منظمات مختلفة، أمكت للمسجد في نهاية المطاف أن يتم بناؤه بعد عام واحد فقط من بداية البناء، وافتتح المسجد رسميافي التاسع من شهر يونيو من عام 2013.

## أنشطة
بجانب استضافة المسجد العادية للصلوات الخمس الإلزامية للمسلمين، المسجد يعقد فيه بانتظام صفوف دراسية مثل لغة الماندرين.

## العمارة
تبلغ مساحة مسجد التقوى 130 متر مربع، حيث يبلغ طوله 26 متر وعرضه 5 أمتار، ويتكون المبنى من ثلاثة طوابق، حيث يتكون الطابق الأول من قاعة رئيسية لصلاة الرجال، أما الطابق الثاني فهو لقاعة الصلاة وغرف النساء، والطابق الثالث خصص قاعات للفصول الدراسية ومهاجع.

## وسائل النقل
مسجد التقوى يقع بالقرب من محطة تاويون الشمالية الغربية بواسطة تايوان للسكك الحديدية عالية السرعة، في المستقبل سوف يكون المسجد أقرب إلى محطة دايوان للمترو قي تاويوان.